# Egon Scoz

Egone weist auf das Waldsterben hin, ca. 1995

Egon Scoz (* 7. Juni 1951 in Innsbruck; † 19. Oktober 2002 ebenda), auch Egone, war ein österreichischer Maler und Grafiker.

## Leben
Egon Scoz war Autodidakt, er lehnte Konformismus ab und sah sich am ehesten als „Maler des Rock ’n’ Roll“ (im Sinne einer Lebensauffassung). Er war Mitglied der Tiroler Künstlerschaft und der Grazer Autorenversammlung und Träger des Preises für Malerei der Stadt Innsbruck 1994.
Scozs breites Werk umfasst Zeichnungen, Malereien, Film, Collagen und Fotografien sowie Kunst im öffentlichen Raum.

## Einzel- und Gruppenausstellungen
Auswahl
- 2006 Egon Scoz. 1951-2002. Buntes Schwarz. Galerie Goldener Engl, Hall in Tirol / Österreich[2]
- 2001 !I AM SO VERY FAR FROM HOME:[3], Tiroler Kunstpavillon, Innsbruck
- 1999 Feuerkünstler Galerie Nothburga, Innsbruck
- 1997 Art Gallery Fraga, New Orleans / USA
- 1993–94 Stahlblechgewächse, Skulpturen, Englischer Garten, Innsbruck
- 1993 Beitrag Festival der Träume "waggone" (bemalter Waggon der ÖBB)[4]
- 1992 Mandala, Galerie im Taxisplais, Innsbruck
- 1992 Kunstabenteurer SPERXER - VONBANK - EGONE, Andechsgalerie, Innsbruck
- 1991 Galerie Ute Stebich Gallery, Lenox/Massachusetts, USA
- 1991 Hare Krishna Phönix Galerie, Bombay, Indien
- 1991 Teranishi Chemical Industries, Osaka, Japan[5]
- 1988 Preisträger beim Internationalen Grafikwettbewerb Ferdinandeum, Innsbruck
- 1988 Brandauer, Kathrein, Moser, Bonato, Scoz, Spiss. Galerie Lindner, Wien
- 1987 Rote Rosen für mich, Galerie Perlinger, Wörgl
- 1986 Apres ski, Stadtturmgalerie, Innsbruck
- 1986 Cafe Trafo, Innsbruck
- 1985 Happy trails, Galerie Flora, Innsbruck, Katalog
- 1985 Auf+davon, Kunstpavillon, Innsbruck (Gruppenausstellung)
- 1984 Galerie der Zeichner, München
- 1983 Städtische Galerie, Lienz
- 1982 Galerie Dieter Tausch, Innsbruck
- 1981 handicaps and mindicaps, Galerie Thoman, Innsbruck
- 1979 heart trash from the innerspace, Galerie Dieter Tausch, Innsbruck